# Mitsuhiro Shishikura
Mitsuhiro Shishikura (宍倉 光広 Shishikura Mitsuhiro?) (27 de noviembre de 1960) es un matemático japonés que trabaja en el campo de la dinámica compleja. Es profesor en la Universidad de Kioto en Japón.
Shishikura obtuvo reconocimiento internacional por dos de sus primeras contribuciones, las cuales resolvieron problemas abiertos de larga data.
- En su tesis de maestría, demostró una conjetura de Fatou de 1920 [2] al mostrar que una función racional de grado {\displaystyle d\,} tiene como máximo {\displaystyle 2d-2\,} ciclos periódicos no repulsivos.[3]
- Demostró [4] que el límite del conjunto de Mandelbrot tiene dimensión de Hausdorff dos, lo que confirma una conjetura formulada por Mandelbrot[5] y Milnor.[6]

Por sus resultados fue galardonado con el Premio Salem en 1992 y el Premio Iyanaga de Primavera de la Sociedad Matemática de Japón en 1995.
Los resultados más recientes de Shishikura incluyen
- (en trabajo conjunto con Kisaka)[7] la existencia de una función entera trascendental con un dominio errante doblemente conexo, respondiendo a una pregunta de Baker de 1985.[8]
- (en trabajo conjunto con Inou)[9] un estudio de renormalización casi parabólica que es esencial en la reciente prueba de Buff y Chéritat de la existencia de conjuntos de Julia polinomiales de medida de Lebesgue planar positiva.
- (en trabajo conjunto con Cheraghi) Una prueba de la conectividad local del conjunto de Mandelbrot en algunos puntos renormalizables infinitamente satelitales.
- (en trabajo conjunto con Yang) Una prueba de la regularidad de los límites de los discos de Siegel de tipo alto de polinomios cuadráticos.

Una de las principales herramientas desarrolladas por Shishikura y utilizadas a lo largo de su trabajo es la cirugía cuasiconformal.
Entre sus estudiantes de doctorado se encuentra Weixiao Shen.